# Jackline Chepkoech
Jackline Chepkoech (* 3. Oktober 2003 in Olenguruone, Provinz Rift Valley, heute Nakuru County) ist eine kenianische Leichtathletin, die sich auf den Hindernislauf spezialisiert hat. Ihren bisher größten Erfolg feierte sie mit dem Gewinn der Goldmedaille bei den Commonwealth Games 2022 in Birmingham.

## Sportliche Laufbahn
Erste internationale Erfahrungen sammelte Jackline Chepkoech im Jahr 2021, als sie bei den U20-Weltmeisterschaften in Nairobi in 9:27,40 min die Goldmedaille über 3000 m Hindernis gewann. Im Jahr darauf startete sie bei den Weltmeisterschaften in Eugene und schied dort mit 9:27,50 min im Vorlauf aus, ehe sie bei den Commonwealth Games in Birmingham in 9:15,68 min die Goldmedaille gewann. Anfang September siegte sie dann beim Memorial Van Damme in Brüssel in 9:02,43 min. 2023 wurde sie bei der Golden Gala Pietro Mennea in 9:04,07 min Zweite und siegte dann in 8:57,35 min beim London Athletics Meet. Anschließend gelangte sie bei den Weltmeisterschaften in Budapest mit 9:14,72 min im Finale auf Rang neun. Im Jahr darauf nahm sie an den Olympischen Sommerspielen in Paris teil, kam dort aber mit 9:35,56 min nicht über die Vorrunde hinaus.
2022 wurde Chepkoech kenianische Meisterin im 3000-Meter-Hindernislauf.

## Persönliche Bestzeiten
- 3000 m Hindernis: 8:57,35 min, 23. Juli 2023 in London